# Năng lượng chân không
Năng lượng chân không là một năng lượng nền cơ bản tồn tại trong không gian trong suốt toàn bộ vũ trụ. Hành vi của nó được tiêu chuẩn hóa theo nguyên tắc bất định thời gian năng lượng của Heisenberg. Tuy nhiên, hiệu quả chính xác của các dạng năng lượng thoáng qua như vậy rất khó để định lượng. Năng lượng chân không là trường hợp đặc biệt của năng lượng điểm không liên quan đến chân không lượng tử.
Ảnh hưởng của năng lượng chân không có thể được quan sát bằng thực nghiệm trong các hiện tượng khác nhau như phát xạ tự phát, hiệu ứng Casimir và dịch chuyển Lamb và được cho là ảnh hưởng đến hành vi của Vũ trụ trên quy mô vũ trụ. Sử dụng giới hạn trên của hằng số vũ trụ, năng lượng chân không của không gian trống đã được ước tính là 10 −9 joules (10 −2 erg) cho mỗi mét khối. Tuy nhiên, trong cả điện động lực học lượng tử (QED) và điện động lực học ngẫu nhiên (SED), tính nhất quán với nguyên lý hiệp phương Lorentz và với cường độ của hằng số Planck cho thấy giá trị lớn hơn nhiều là 10113 joules trên một mét khối. Sự khác biệt lớn này được gọi là vấn đề hằng số vũ trụ.